# Zack (Kallentoft)
Pour les articles homonymes, voir Zack.
Zack (Zack), publié en 2014, est un roman policier et psychologique de l'écrivain suédois Mons Kallentoft et coécrit par Markus Lutteman.
C'est le premier thriller de la série Zack et de la série Hercule.

## Résumé
Le Grand Stockholm des années 2010 connaît une criminalité nouvelle. Depuis dix-huit mois, une unité spéciale, créée pour traiter des urgences de ce type, sans uniforme, réunit parmi les meilleurs policiers : le papa, la réfugiée, le vétéran, le bourge et l'experte en informatique. Le chef en est Douglas, 49 ans, dont la famille (aristocratique ?) est dans la construction mécanique, en Suède et à l'étranger. Rudolf, aveugle depuis une hémorragie cérébrale, est particulièrement performant en entretiens. Deniz Akin, 35 ans, longs cheveux noirs, tatouage condor et vague sur un avant-bras, énergique, brutal, direct, fait équipe avec le petit jeune, Zackarias Herry, 27 ans. 
Cet inspecteur atypique, karatéka, loup solitaire, garde des liens avec un ami d'enfance, entré en Suède en 1993, grand baraqué, Abdula, également son fournisseur en cocaïne et en informations : des années de folie, d'adversité, de combat incessant. Et d'amour fraternel (p. 16). Zack arrive du centre ville en banlieue, après l'assassinat non résolu de sa mère policière, avec son père garde du corps, atteint de lupus, diminué et désargenté. Zack sauve Abdula d'un mauvais pas, puis Abdula lui rend la pareille, d'où naît cette proximité. Zack pioch[e] dans les pilules de son père mourant, plutôt que de se mettre à l'héroïne proposée par son copain Ernesto Santos, promoteur du papier alu Skultuna et mort à 20 ans, avant d'avoir réalisé son ambition de tenir le marché de Stockholm. Zack vit désormais dans un petit appartement d'un grand immeuble, pauvrement meublé en Ikéa.
Juin 2014, la tenancière d'un salon de massage thaïlandais découvre le cadavre de quatre compatriotes à leur domicile (du Francis Bacon), avertit la police et disparaît. Son interrogatoire révèle le nom d'une agence de recrutement, Rekryteringshjälpen AB. La fouille de l'appartement des victimes prouve que les activités de massage se doublent de prostitution, et suggère une organisation mafieuse, de trafic d'êtres humains. Les passeports sont très bien falsifiés, et les victimes sont plutôt birmanes, d'ethnie karen et/ou kachin.
Les pistes, éventuellement fausses, sont obtenues parfois de manière très violente : la Fraternité de motards suédois, Yildizyeli turcs (peut-être de Yıldızeli) dissidents des Loups gris, suprémacistes blancs, ultra-nationalistes (suédois) à la Breivik (Norvégien évoqué une fois), misogynes psychopathes (dont Dirty Sanchez), (et plutôt de la bonne société, celle que déteste Zack : sa haine des riches, [...] trop souvent injustifiée (p. 196)).
Les nuits sont tout sauf calmes pour Zack, obligé d'éliminer la frustration accumulée dans la journée, en dérades, boîtes de nuit, bars, rencontres, prises de drogues ; les réveils sont difficiles ; certains flashs lui font entrevoir des horreurs : fillettes séquestrées, dévoration de connaissances, loups captifs, massacres... Et la journée suivante apporte son lot de découvertes macabres.
Parmi les pistes : une cabane sous-louée dans un jardin ouvrier, maison dans la forêt, pompe à éolienne... Les journaux parlent des exactions policières, puis de la grange aux loups. Il reste au lecteur à s'interroger sur les pistes inabouties : meurtre d'Anna Herry, positions de Douglas, survie d'Abdula (dans le coma), nouveau laboratoire de fabrication de méthamphétamine, amours des personnages principaux , comme Zack, Deniz...

## Personnages
- policiers :
  - Zack, Zackarias Herry, 27 ans, né en 1987, avec ses boucles blondes, son nez droit et son regard d'acier (pour Mera), brillant, beau et brisé (pour Deniz)
    - sa mère, Anna, policière, sur une piste, morte poignardée le 4 septembre 1992, et dont l'assassinat n'a jamais été résolu
    - son père, Roy, garde du corps, atteint de lupus

  - Deniz Akin , 35 ans, collègue et coéquipière d'Herry, d'origine kurde d'Irak, partie à 12 ans 
    - son petit frère Sarkawt, dont elle reste sans nouvelles

  - Douglas Juste, le chef des opérations de l'Unité spéciale, suspect potentiel (pour Zack)
  - Rudolf Gräns, 62 ans, en contrôle fréquent à l'hôpital pour ses yeux aveugles, à canne blanche, l’Oracle
  - Tommy Östman, profileur, ex-fêtard, devenu alcoolique abstinent et barbant
  - Samuel Koltberg, de la police scientifique, arriviste, méprisant
  - Sirpa Hemälainen, d'origine finnoise, les jambes raides depuis un accident de voiture (genoux brisés le 7 novembre 1998) et son chien Zeus, spécialiste en informatique, internet et Darknet
  - et quelques autres, dont Benny Christianssen, Benny Göransson
  - Ake Blixt et Gunilla Sundin, enquêteurs de la police des polices (en surveillance menaçante de Zack)
- autres :
  - Mera Leosson, amie-amante d'Herry, consultante en relations publiques, femme de caractère, indépendante, qu'il a connue après avoir sauvé d'un braquage Allan Bergenskjöld, son père, gérant de supermarché Ica
  - Ester Nilsson, 11 ans, protégée d'Herry (qui surveille ses devoirs de cours d'été), cheveux roux, frêle
    - Veronica, 53 ans, mère d'Ester, dépressive, sous anti-dépresseurs, cinglée

  - Cornelia, amie de Deniz
  - Abdula Kahn (Khan Abdulah), grand baraqué noir, entré en Suède en 1993, ami d'adolescence de Zack, dealer
  - Hiro sensei Miyagi, maître de karaté de Zack (à 12 ans)
  - Colonel Hellström, collègue de stade de sport de Zack, surdoué de la corde à sauter
  - Sukayana Prikon, tenancière d'un salon de massage thaïlandais à Stockholm
  - Marianne Edberg, médecin anesthésiste, la première à secourir Sukayana, jetée d'une voiture les jambes coupées lacérées
  - Peter Karlsson, 36 ans, psychopathe, spécialiste de jeux de rôle et auteur de messages racistes anti-thais sont le pseudonyme de Gustav Vasa
  - Sonny Järvinen, chef de la Fraternité (gang de motards Brotherhood of No Mercy)
  - Leif Ingvar Stefansson (1981-), suprémaciste blanc
  - Yildizyeli (Vent du Nord, Turquie) : Ösgür Thrakya Gölge (Ombre), Suliman Yel (collecteur), Mehmet Drakan (garagiste), Tuncay Celik (collecteur), Hakan
  - Fredrik Bylund, 29 ans, journaliste à l’Expressen
  - Sven Westberg, cinquantenaire, PDG de Markantus, connaissance de Douglas
  - Olympia Karlsson, milliardaire propriétaire du conglomérat "Heraldus", dont Roy a été garde du corps
    - Hebe, sa fille, héritière, entraperçue, comme la Laure de Pétrarque (également invoqué)

  - Rebecka Reschy, brune, tenancière d'un salon de coiffure, connaissance récente de Zack (, et sa copine Katja)
  - Paw Htoo, masseuse thaï, 19 ans, comme représentant l'ensemble des victimes du Sud-Est asiatique mentionnées dans le roman

## Éditions (françaises)
- Zack, Gallimard, coll. « Série noire », 2016 ((sv) Zack, 2014), trad. Frédéric Fourreau  (ISBN 978-2-07-014585-0)Réédition, Gallimard, coll. « Folio policier » no 824, 2017 (ISBN 978-2-07-270211-2)

## Réception
Le public francophone apprécie ce polar bien noir venant du froid.